# Safir-74
Der Safir 74, T-72Z oder T-72z ist ein im Iran entwickelter Kampfpanzer, der im Wesentlichen eine kampfwertgesteigerte Version des sowjetischen T-54, T-55 und des chinesischen Typ 59 ist. Die drei genannten Modelle sind in größerer Stückzahl bei den Streitkräften des Iran im Einsatz.
Mit dem sowjetischen T-72 hat der Panzer nichts gemein. Die Bezeichnung Safir 74 wird als Bezeichnung bei ehemaligen T-54, T-72Z bei ehemaligen T-55 und T-72z bei ehemaligen Typ-59-Panzern verwendet.

## Modernisierung
Gegenüber den Basismodellen wurde iranischen Angaben zufolge Diverses modernisiert.
Die 100-mm-Kanone D-10T wurde durch eine iranische Kopie der 105-mm-Kanone M68 ersetzt und die Stabilisierung der Kanone soll verbessert worden sein. Der Panzer verfügt über eine slowenische Feuerleitanlage vom Typ EFCS-3, über erneuerte Elektronik- und Hydrauliksysteme sowie über ein neues Getriebe, das automatisches oder halbautomatisches Schalten erlaubt. Außerdem wurde der Motor durch ein stärkeres Modell mit 780 PS ersetzt, um die Mobilität zu erhöhen. Die Wanne und der Turm wurden frontal und seitlich mit einer Reaktivpanzerung versehen, um einen besseren Schutz, insbesondere vor dem Beschuss mit mobilen Panzerabwehrwaffen, zu erreichen.